# Agnès de Montpellier
Agnès de Montpellier, née en 1190 et morte après 1226, est une vicomtesse de Béziers, Albi, Carcassonne et Razès.

## Biographie
Agnès de Montpellier naît en 1190[réf. nécessaire]. Ses parents Guilhem VIII de Montpellier et sa deuxième épouse Agnès de Castille, se sont mariés en 1187 à Barcelone. En 1203 on la marie au jeune vicomte de Carcassonne Raimond-Roger Trencavel. Ce mariage est le fruit d'une négociation avec le roi Pierre II d'Aragon, qui un an plus tard se marie à la demi-sœur d'Agnès, Marie de Montpellier. En 1207 Agnès accouche d'un garçon, héritier de la vicomté. Raimond II Trencavel est l'unique fils du vicomte de Carcassonne,.
La croisade albigeoise est proclamé en 1208 après l'assassinat du légat du pape Pierre de Castellnau. Cette guerre sert de prétexte pour l'invasion du Languedoc par les seigneurs français du nord. Les Croisés assiègent Carcassonne en août 1209 et, malgré la résistance initiale de la ville et les négociations du roi d'Aragon pour instaurer la paix, la ville se rend. Le vicomte est fait prisonnier et meurt en novembre en détention. Son fils et héritier passe son enfance auprès du comte de Foix.
Agnès de Montpellier pressée par Simon de Montfort, l'un des vainqueurs de la croisade contre les Albigeois, signe une renonciation des droits qu'elle a sur la vicomté de Carcassonne.
La dernière trace écrite connue d'Agnès date de 1226, quand elle renonce à sa dot en faveur du roi Louis VIII.